# Österreichischer Frauen-Fußballcup 1998/99
Der Österreichische Frauen-Fußballcup wurde in der Saison 1998/99 zum 25. Mal ausgespielt. Als ÖFB-Frauen-Cup wurde er vom Österreichischen Fußballbund zum siebten Mal durchgeführt. Den Pokal gewann zum sechsten Mal die Union Kleinmünchen.

## Teilnehmende Mannschaften
Für den österreichischen Frauen-Fußballcup haben sich anhand der Teilnahme der Ligen der Saison 1998/99 folgende 23 Mannschaften, die nach der Saisonplatzierung der Frauen-Bundesliga 1997/98, der 2. Division Ost 1997/98 und der Regionalliga West 1997/98 geordnet sind, qualifiziert. Teams, die als durchgestrichen gekennzeichnet sind, nahmen am Wettbewerb aus diversen Gründen nicht am Wettbewerb teil oder sind zweite Mannschaften und spielten daher nicht um den Pokal mit. Weiters konnten noch der Landesmeister oder auch Vertreter der Saison 1997/98 teilnehmen.
| Frauen-Bundesliga (7) | Meister oder Meistervertreter aus der Landesliga (4) |
| --- | --- |
| - Union Kleinmünchen (OÖ) - USC Landhaus (W) (C) - ASV Vösendorf (NÖ) - SG FFC Tirol/IAC (T) - SV Neulengbach (NÖ) - 1. DFC Leoben (ST) - ESV Süd-Ost (W) | - ASV Nickelsdorf (B) (LM) siehe 2. Division Ost - ASK Klagenfurt (K) (??) - SG Ardagger/Neustadtl (NÖ) (LM) siehe 2. Division Ost - FSC Rohrbach/Gölsen (NÖ) (L2) siehe 2. Division Ost - Union Kleinmünchen II (OÖ) (LM) - SV Garsten (OÖ) (L2) - SC St. Ruprecht/Raab (ST) (??) - PSV Schwarz-Weiß Salzburg (S) statt USV Leopoldskron-Moos (S) (LM) - FFC Wien United 1998 (W) (??) siehe 2. Division Ost |
| 2. Division Ost (10) | Regionalliga West (2) |
| - DFC Heidenreichstein (NÖ) (A) - FC Hellas Kagran (W) - DFC Obersdorf (NÖ) - SC Brunn am Gebirge (NÖ) - SC Stattersdorf (NÖ) - SV Horn (NÖ) - DFV Juwelen Janecka (W) - SG Ardagger/Neustadtl (NÖ) (LM) (N) - FSC Rohrbach/Gölsen (NÖ) (L2) (N) - ASV Nickelsdorf (B) (LM) (N) - FFC Wien United 1998 (W) (??) (N)                      | - SK Zirl (T) - FC Egg (V) - Schwarz-Weiß Bregenz (V) - FC Schruns (V) (N) |
| Erläuterungen Länderkürzel: (B): Burgenland, (K): Kärnten, (NÖ): Niederösterreich, (OÖ): Oberösterreich, (S): Salzburg, (ST): Steiermark, (T): Tirol, (V): Vorarlberg, (W): Wien; Vereins-Landes-Bewerbserfolg: (LM): Landesmeister, (Lx): x. Platz der Landesliga, (LN): Landesliga-Aufsteiger, (..-x): x Landesliga siehe Länderkürzel | |

| (C) | amtierender Cupsieger 1997/98    |
| (A) | Absteiger der Saison 1998/99     |
| (N) | Neuaufsteiger der Saison 1998/99 |

## Turnierverlauf

### 1. Cuprunde
In der 1. Cuprunde trafen die Landesliga-Meister bzw. -Vizemeister und die Zweitdivisionäre aufeinander. Von den Heimteams konnten nur der ASK Klagenfurt und überraschenderweise auch der SC Brunn am Gebirge den Platzvorteil nicht nutzen, mussten sich aber jeweils erst im Elferschießen geschlagen geben. Ein 16:0-Debakel gab es für den SC Stattersdorf bei PSV/SW Salzburg.
|                           | Ergebnis              |                       |
| ------------------------- | --------------------- | --------------------- |
| FC Egg                    | 6:1                   | DFV Juwelen Janecka   |
| ASK Klagenfurt            | 1:1 n. V. (2:4 i. E.) | SV Horn               |
| SV Garsten                | 2:0                   | DFC Obersdorf         |
| FC Hellas Kagran          | 3:2                   | SK Zirl               |
| PSV Schwarz-Weiß Salzburg | 16:0                  | SC Stattersdorf       |
| FFC Wien United 1998      | 2:1                   | SG Ardagger/Neustadtl |
| SC Brunn am Gebirge       | 0:0 n. V. (5:6 i. E.) | SC St. Ruprecht/Raab  |
| ASV Nickelsdorf           | Freilos               |                       |

### 2. Cuprunde
Die Bundesligavereine und der Bundesliga-Absteiger DFC Heidenreichstein stiegen erst in der 2. Cuprunde ein. Dabei sorgte PSV/SW Salzburg mit einem 5:3-Erfolg über ESV Süd-Ost neuerlich für Schlagzeilen. Der zweite Bundesligist, der ausschied, war die SG FFC Tirol/IAC, die sich beim SV Garsten im Elferschießen geschlagen geben musste. Keine Probleme hatte dagegen der spätere Meister Union Kleinmünchen, der sich beim Überraschungssieger SC St. Ruprecht/Raab souverän mit 13:0 durchsetzte.
|                           | Ergebnis              |                      |
| ------------------------- | --------------------- | -------------------- |
| FC Egg                    | 0:8                   | USC Landhaus         |
| SV Horn                   | 0:1                   | DFC Heidenreichstein |
| SV Garsten                | 1:1 n. V. (4:2 i. E.) | SG FFC Tirol/IAC     |
| FC Hellas Kagran          | 2:5                   | SV Neulengbach       |
| PSV Schwarz-Weiß Salzburg | 5:3                   | ESV Süd-Ost          |
| FFC Wien United 1998      | 1:3                   | 1. DFC Leoben        |
| SC St. Ruprecht/Raab      | 00:13                 | Union Kleinmünchen   |
| ASV Nickelsdorf           | 0:6                   | ASV Vösendorf        |

### Viertelfinale
Der Bundesliga-Absteiger DFC Heidenreichstein musste sich mit 1:2 gegen den Landesligisten PSV Schwarz-Weiß Salzburg geschlagen geben. USC Landhaus, SV Neulengbach und Union Kleinmünchen gewannen erwartungsgemäß ihre Spiele.
|                      | Ergebnis              |                           |
| -------------------- | --------------------- | ------------------------- |
| ASV Vösendorf        | 0:6                   | USC Landhaus              |
| DFC Heidenreichstein | 1:2                   | PSV Schwarz-Weiß Salzburg |
| 1. DFC Leoben        | 1:1 n. V. (4:5 i. E.) | SV Neulengbach            |
| SV Garsten           | 0:5                   | Union Kleinmünchen        |

### Halbfinale
Im Halbfinale kam es zum großen Duell zwischen Union Kleinmünchen und dem späteren Vizemeister SV Neulengbach, das die Linzerinnen nach packendem Kampf mit 4:2 für sich entschieden.
|                           | Ergebnis |                |
| ------------------------- | -------- | -------------- |
| Union Kleinmünchen        | 4:2      | SV Neulengbach |
| PSV Schwarz-Weiß Salzburg | 1:3      | USC Landhaus   |

### Finale
Im Finale, das in Würmla in Niederösterreich ausgetragen wurde, gegen den USC Landhaus hatte der Meister weit weniger Mühe und sicherte sich mit einem klaren 6:0-Erfolg das Double.
|                    | Ergebnis |              |
| ------------------ | -------- | ------------ |
| Union Kleinmünchen | 6:0      | USC Landhaus |